# Кралево (област Търговище)
Вижте пояснителната страница за други населени места с името Кралево.
Кралево е село, разположено в община Търговище, област Търговище.

## География
Село Кралево се намира на главния път, свързващ градовете Велики Преслав и Търговище. Отстои на 14 км югоизточно от общинския център.

## История

### Античност
От всички регистрирани находки в Търговищко най-голям е броят на тези от периода на античността. Край Кралево се намират няколко тракийски могили, разкопани и публикувани от археолога Георги Гинев. През 1979 година край селото е открито т.нар. „Кралевско съкровище“, датирано между 4 и 3 век пр. Хр. В могилно погребение край Кралево са открити находки, съдържащи тракийско въоръжение - бронзов шлем, железен меч и сребърен нагръдник от ІІІ в. пр.н.е.

### Средновековие
В началото на X век в района на селището се развива занаятчийското производство, обслужващо близката столица Преслав.

## Население
Численост на населението според преброяванията през годините:
| \| Година на преброяване \| Численост \| \| --------------------- \| --------- \| \| 1934 \| 1505 \| \| 1946 \| 1547 \| \| 1956 \| 1399 \| \| 1965 \| 1505 \| \| 1975 \| 1399 \| \| 1985 \| 1268 \| \| 1992 \| 1035 \| \| 2001 \| 1010 \| \| 2011 \| 930 \| \| 2021 \| 739 \| |           |
| Година на преброяване | Численост |
| 1934 | 1505      |
| 1946 | 1547      |
| 1956 | 1399      |
| 1965 | 1505      |
| 1975 | 1399      |
| 1985 | 1268      |
| 1992 | 1035      |
| 2001 | 1010      |
| 2011 | 930       |
| 2021 | 739       |

### Етнически състав
Преброяване на населението през 2011 г.
Численост и дял на етническите групи според преброяването на населението през 2011 г.:
|                     | Численост | Дял (в %) |
| Общо                | 930       | 100.00    |
| Българи             | 61        | 6.55      |
| Турци               | 497       | 53.44     |
| Цигани              | 47        | 5.05      |
| Други               | 30        | 3.22      |
| Не се самоопределят | 92        | 9.89      |
| Неотговорили        | 203       | 21.82     |

## Селско стопанство
Тука се намират големи лозови масиви от Мускат Отонел, Шардоне, Ракацители и десертният сорт Болгар.
Селото е богато и на овощни градини и лукови насаждения.
Освен това се засаждат и различни житни култури като пшеница, ечемик, слънчоглед и царевица.

## Още
В село Кралево се намира местността „Чаушйолу“, където има чешма и прекрасна поляна.